# Mare Cognitum
Mare Cognitum (lat. „bekanntes Meer“) ist ein kleines Mondmeer, das den Südosten des Oceanus-Procellarum-Beckens bildet und etwas westlich der sichtbaren Mondmitte liegt.
Es hat einen mittleren Durchmesser von 350 km und grenzt im Nordwesten an das Gebirge Montes Riphaeus, im Südosten ans Mare Nubium. Sein Mittelpunkt hat die selenografischen Koordinaten 11° Süd und 22° West.
1971 landete nahe dem Mare Cognitum Apollo 14 beim Krater Fra Mauro. Näher untersucht wurde das Mare erstmals 1964 durch die Fotoserie der Aufschlagsonde Ranger 7 und erhielt daraufhin im gleichen Jahr von der Internationalen Astronomischen Union seinen Namen.